# Зоннеборн, Мартин

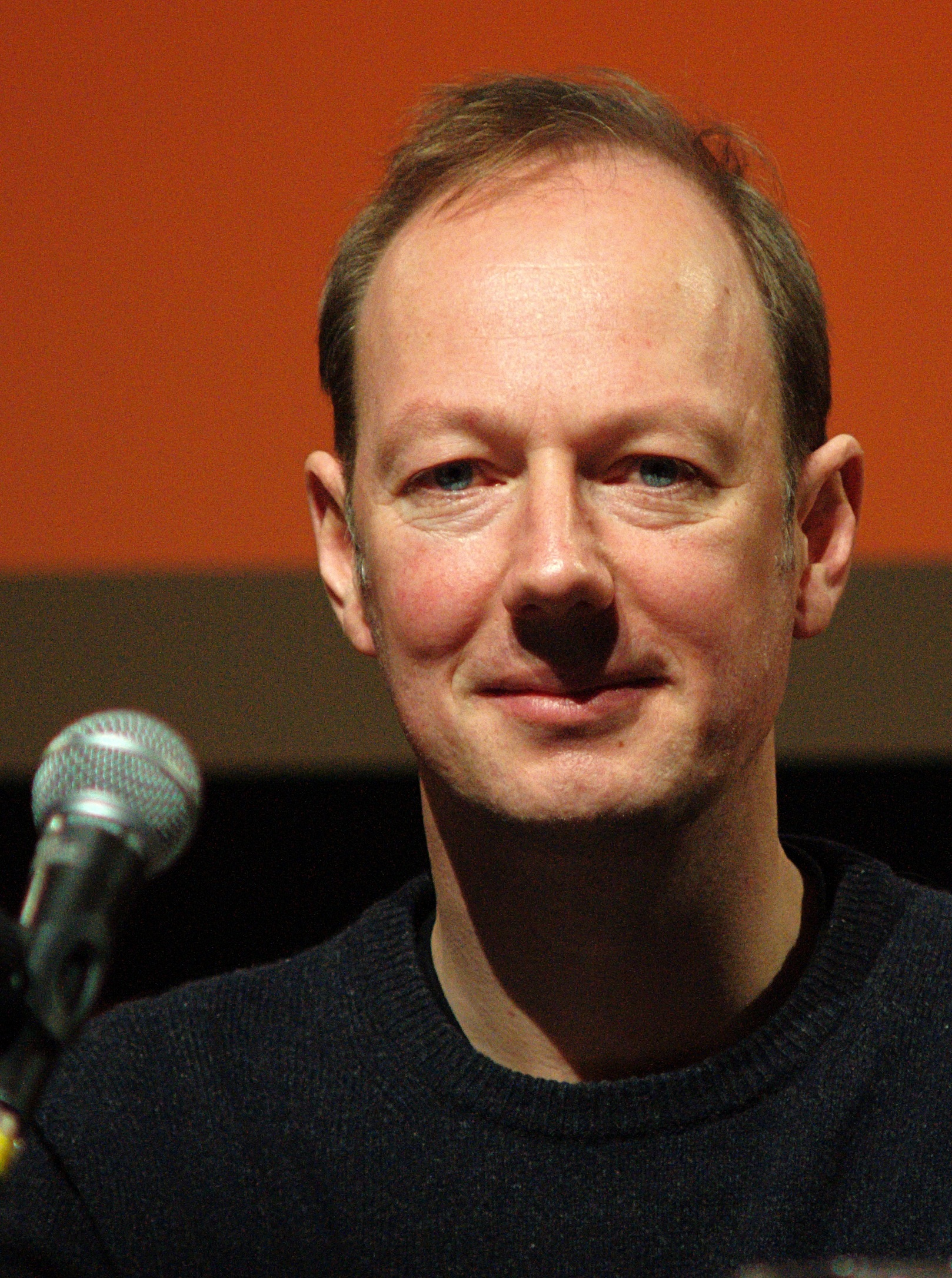
Мартин Зоннеборн

Мартин Зоннеборн (нем. Martin Sonneborn; род. 15 мая 1965, Гёттинген) — немецкий сатирик и политик.
Мартин Зоннеборн — сын консультанта по вопросам профессиональной деятельности Энгельберта Зоннеборна; его мать — домохозяйка. Он рос вместе с братом.
С 2000 по 2005 год являлся главным редактором сатирического журнала Titanic. В 2004 году Зоннеборн основал партию «Партия за труд, верховенство закона, защиту животных, продвижение элиты и демократическую инициативу» (нем. Partei für Arbeit, Rechtsstaat, Tierschutz, Elitenförderung und basisdemokratische Initiative; Die PARTEI).
Особенности политической программы Die PARTEI (рус. Партия) — противоречивые требования наподобие изгнания иностранных туристов и восстановления Берлинской стены. С 2009 по 2014 года Зоннеборн выступал в сатирической телепередаче Heute-show.
Зоннеборн вызвал дипломатическое недовольство Китайской Народной Республики осенью 2009 года, когда вложил фразы о нарушениях прав человека в Китае в уста ничего не подозревающих китайских писателей на Франкфуртской книжной ярмарке, которая в том году пригласила Китай в качестве страны-гостя.
В 2014 году был избран членом Европейского парламента. В 2019 году переизбрался на второй срок. Состоит в:
- Комитете по гражданским свободам, юстиции и внутренним делам,
- Делегации в Комитете парламентского партнерства ЕС-Армения, Комитете парламентского сотрудничества ЕС-Азербайджан и Комитете парламентской ассоциации ЕС-Грузия,
- Делегации по связям с Корейским полуостровом,
- Делегации в Парламентской ассамблее EURONEST.

В августе 2018 года Зоннеборн встретился с премьер-министром Армении Николом Пашиняном, который поблагодарил его за "проармянскую деятельность в Европейском парламенте, особенно в том, что касается Геноцида армян и нагорно-карабахского конфликта".

## Карьера
2 августа 2004 года Зоннеборн основал вместе с другими редакторами «Титаника» (нем. Titanic) партию «ПАРТИЯ» (нем. Die PARTEI), политические последователи которой называют его «GröVaZ — величайшим председателем всех времён» (нем. Größter Vorsitzender aller Zeiten). Во время избирательной кампании в Бундестаг 2005 года Зоннеборн снялся в нескольких телевизионных предвыборных рекламных роликах. Они были выставлены на аукцион его партией заранее как «рекламное время на телеканале ZDF» и содержали массированную рекламу авиакомпании Hapag-Lloyd Express. Это привело к дебатам в СМИ и среди политиков об ужесточении правил для предвыборной рекламы. Зоннеборн объяснил, что они действовали как ARD: «Размещали скрытую рекламу незаметным образом».
2 октября 2008 года вышел кинофильм Местная история (нем. Heimatkunde), в котором режиссер-документалист Андреас Коерпер сопровождает Зоннеборна в пешеходной экскурсии по Берлину.
Пишет книги, читает лекции и проводит чтения.